# Educação na Era do Iluminismo

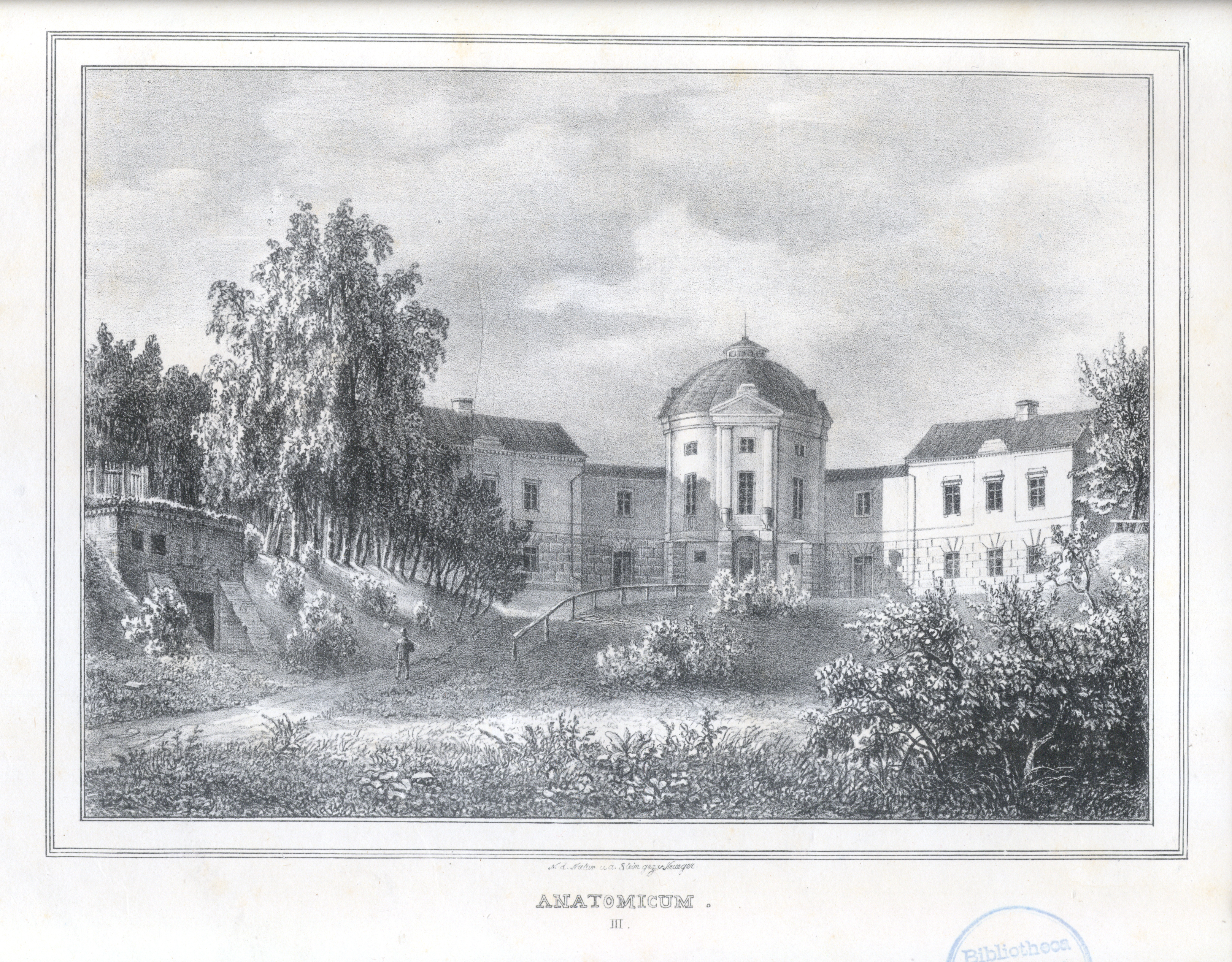
As universidades do norte da Europa estavam mais dispostas a aceitar as ideias do iluminismo e, muitas vezes, eram muito influenciadas por elas.

A educação na Era do Iluminismo dominou o pensamento avançado na Europa de cerca de 1650 a 1780. Desenvolveu-se a partir de várias fontes de ideias “novas”, como desafios ao dogma e autoridade da Igreja Católica e pelo crescente interesse pelas ideias da ciência, pelos métodos científicos. Na filosofia, questionou as formas tradicionais de pensar. Os pensadores iluministas queriam que o sistema educacional fosse modernizado e desempenhasse um papel mais central na transmissão dessas ideias e ideais. O desenvolvimento dos sistemas educacionais na Europa continuou durante todo o período do Iluminismo e na Revolução Francesa. As melhorias nos sistemas educacionais produziram um público maior de leitura, o que resultou em maior demanda por material impresso dos leitores em uma ampla gama de classes sociais, com uma ampla gama de interesses. Depois de 1800, quando o Iluminismo deu lugar ao Romantismo, havia menos ênfase na razão e desafio à autoridade e mais apoio ao nacionalismo emergente e à frequência escolar obrigatória.

## História da educação
Antes do Iluminismo, os sistemas educacionais europeus eram principalmente voltados para o ensino de um número limitado de profissões, por exemplo, ordens religiosas como padres, irmãos e irmãs, profissionais de saúde como médicos e burocratas como advogados e escribas, e não eram mas muito influenciado pela revolução científica. À medida que a revolução científica e o levante religioso quebravam as visões e modos de pensar tradicionais da época, a religião e a superstição foram suplantadas pelo raciocínio e pelos fatos científicos. Filósofos como John Locke propuseram a ideia de que o conhecimento é obtido através da sensação e da reflexão. Essa proposição levou à teoria de Locke de que todos têm a mesma capacidade de sensação e, portanto, a educação não deve se restringir a uma determinada classe ou gênero. Antes dos séculos XVII e XVIII, a educação e a alfabetização eram geralmente restritas aos homens que pertenciam à nobreza e às classes mercantis e profissionais. Na Inglaterra e na França, “noções idealizadas de domesticidade, que enfatizavam a importância de preparar as meninas para a maternidade e os deveres domésticos, alimentaram a expansão da escolaridade para as meninas”.

## Ideias educacionais
O inglês John Locke e o francês Jean Jacques Rousseau escreveram obras influentes sobre educação. Ambos enfatizaram a importância de formar mentes jovens desde cedo. No final do Iluminismo, havia uma demanda crescente por uma abordagem mais universal à educação, particularmente após as revoluções americana e francesa.
As crianças do Iluminismo foram ensinadas a memorizar fatos através de métodos orais e gráficos que se originaram durante o Renascimento. A psicologia educacional predominante a partir da década de 1750, especialmente nos países do norte da Europa, foi o associacionismo; a noção de que a mente associa ou dissocia ideias através de rotinas repetidas. Ofereciam uma teoria prática da mente que permitia aos professores transformar formas antigas de cultura impressa e manuscrita em ferramentas gráficas eficazes de aprendizagem para as classes média e baixa da sociedade.
Muitas das principais universidades associadas aos princípios progressistas do Iluminismo estavam localizadas no norte da Europa, sendo as mais renomadas as universidades de Leiden, Göttingen, Halle, Montpellier, Uppsala, Glasgow e Edimburgo. Os professores e graduados dessas universidades, especialmente Glasgow e Edimburgo, centros do iluminismo escocês, tiveram um impacto significativo nas colônias norte-americanas da Grã-Bretanha e, mais tarde, na República Americana. Glasgow liderou o caminho, na filosofia moral, notadamente com Francis Hutcheson, Adam Smith e Thomas Reid.
No entanto, em geral, as universidades e escolas da França e da maior parte da Europa eram bastiões do tradicionalismo e não eram hospitaleiras ao Iluminismo. Na França, a maior exceção foi a universidade médica de Montpellier.

## Crescimento do sistema educacional

### Alfabetização
A educação já foi considerada um privilégio apenas para a classe alta. No entanto, durante os séculos XVII e XVIII, “educação, alfabetização e aprendizado” foram gradualmente fornecidos a “ricos e pobres”. A taxa de alfabetização na Europa do século XVII ao século XVIII cresceu significativamente. A definição do termo "alfabetização" é diferente da definição atual de alfabetização. Os historiadores, naquela época, mediram a taxa de alfabetização pela capacidade das pessoas de assinar seus nomes. No entanto, esse método de determinação da alfabetização não refletia a capacidade de leitura das pessoas. Isso afetou a aparente taxa de alfabetização das mulheres antes da Era do Iluminismo principalmente porque, enquanto a maioria das mulheres que viviam entre a chamada Idade das Trevas e a Era do Iluminismo não sabia escrever ou assinar seus nomes, muitas sabiam ler, pelo menos até certo ponto.
A taxa de analfabetismo diminuiu mais rapidamente nas áreas mais populosas e nas áreas onde havia mistura de escolas religiosas. A taxa de alfabetização na Inglaterra na década de 1640 era de cerca de 30% para os homens, subindo para 60% em meados do século XVIII. Na França, a taxa de alfabetização em 1686-90 era de cerca de 29% para homens e 14% para mulheres, antes de aumentar para 48% para homens e 27% para mulheres.
O aumento na taxa de alfabetização foi provavelmente devido, pelo menos em parte, à influência religiosa, uma vez que a maioria das escolas e faculdades eram organizadas por clérigos, missionários ou outras organizações religiosas. A razão que motivou as religiões a ajudar a aumentar a taxa de alfabetização entre o público em geral foi que a Bíblia estava sendo impressa em mais idiomas e a alfabetização era considerada a chave para a compreensão da palavra de Deus.  “Em 1714, a proporção de mulheres que sabiam ler havia aumentado, muito aproximadamente, para 25%, e subiu novamente para 40% em 1750. Esse aumento fazia parte de uma tendência geral, fomentada pela ênfase da Reforma na leitura das Escrituras e pela demanda por alfabetização em uma sociedade cada vez mais mercantil. O grupo mais afetado foi a crescente classe profissional e comercial, e as escolas de escrita e aritmética surgiram para fornecer a formação que seus filhos precisavam”. O impacto da reforma na alfabetização foi, é claro, muito mais dramático nas áreas protestantes. Portanto, as taxas de alfabetização no norte da Europa predominantemente protestante aumentaram muito mais rapidamente do que as do sul da Europa predominantemente católica. Os jesuítas, que foram produto da contrarreforma católica, contribuíram moderadamente para aumentar a alfabetização nas regiões católicas.

### Sistema prussiano
O Reino da Prússia introduziu um moderno sistema educacional público destinado a atingir toda a população; foi amplamente copiado em toda a Europa e Estados Unidos no século XIX. As fundações básicas do sistema de educação primária prussiana foram estabelecidas por Frederico, o Grande, com seu "Generallandschulreglement", um decreto de 1763, elaborado por Johann Julius Hecker . Ele exigia que a escolaridade de todos os jovens prussianos, tanto meninas quanto meninos, fossem educados principalmente por escolas financiadas pelo município, dos 5 aos 13 ou 14 anos. A Prússia foi um dos primeiros países do mundo a introduzir uma educação primária geralmente compulsória e financiada por impostos. Em comparação, a escolaridade obrigatória na França ou na Grã-Bretanha não foi promulgada com sucesso até a década de 1880.
O sistema prussiano consistia em um curso de educação primária de oito anos, chamado Volksschule. Ele forneceu não apenas habilidades técnicas básicas necessárias em um mundo em modernização (como leitura e escrita), mas também música (canto), educação religiosa (cristã) em estreita associação com as igrejas e tentou impor um ethos estrito de dever, sobriedade e disciplina . Matemática e cálculo não eram obrigatórios no início e fazer esses cursos exigia pagamento adicional por parte dos pais. Frederico, o Grande, também formalizou outros estágios educacionais, como a Realschule e o estágio mais alto, o ginásio (escola secundária financiada pelo estado), que foi usado como escola de preparação para a universidade. O exame final, Abitur, foi introduzido em 1788, implementado em todas as escolas secundárias prussianas em 1812 e estendido a toda a Alemanha em 1871 e está em vigor até o presente. A aprovação no Abitur era um pré-requisito para ingressar nas profissões eruditas e nos escalões superiores do serviço público. Gerações de professores prussianos e também alemães, naquela época, não tinham educação formal e, no início, muitas vezes eram ex-suboficiais sem formação pedagógica que tentaram obter mais reconhecimento acadêmico, formação e melhores salários, desempenhando um papel importante nos vários movimentos de protesto e reforma.
O sistema prussiano, após o seu início modesto, conseguiu alcançar a obrigatoriedade da frequência, formação específica para professores, exames nacionais para todos os alunos (de todos os sexos), currículo nacional definido para cada série e jardim de infância obrigatório. Em 1810, a Prússia introduziu requisitos de certificação estadual para professores, o que elevou significativamente o padrão de ensino.
No século XVIII, os estados estavam prestando mais atenção aos seus sistemas educacionais porque reconheciam que seus assuntos são mais úteis para o estado se forem bem educados. Os conflitos entre a monarquia e a igreja ajudaram na expansão dos sistemas educacionais. Aos olhos da Igreja e do Estado, as universidades e faculdades eram instituições que existiam para manter o domínio de uma sobre a outra. O lado negativo desse conflito era que a liberdade de pensamento sobre as disciplinas ensinadas nessas instituições era restrita. Uma instituição educacional ou apoiava a monarquia ou a religião, nunca ambas.
Além disso, as mudanças nos critérios educacionais para profissões de maior renda, como advogados e médicos tornaram-se mais rígidas, por exemplo, requisitos para ter certa experiência educacional antes de ser licenciado, ajudou a promover aumentos no número de estudantes que frequentam universidades e faculdades.

## Cultura impressa
A explosão da cultura impressa, que começou no século XV com a prensa móvel de Johannes Gutenberg, foi tanto resultado quanto causa do aumento da alfabetização. O número de livros publicados no período do iluminismo aumentou dramaticamente devido ao aumento da demanda por livros, que resultou do aumento das taxas de alfabetização e da diminuição do custo e maior disponibilidade de livros possibilitada pela ferramenta. Houve uma mudança nas porcentagens de livros impressos em várias categorias durante o século XVII.
Os livros religiosos compunham cerca de 50% de todos os livros publicados em Paris naquela época. No entanto, a porcentagem de livros religiosos caiu para 10% em 1790 e houve um aumento na popularidade de livros como almanaques. A literatura científica em francês pode ter aumentado um pouco, mas principalmente permaneceu bastante constante ao longo do século XVIII. No entanto, a literatura contemporânea parece ter aumentado à medida que o século avançava. Além disso, houve uma mudança nos idiomas em que os livros eram impressos. Antes do século XVIII, uma grande porcentagem dos livros foram publicados em latim. Com o passar do tempo, houve um declínio na porcentagem de livros publicados em latim. Ao mesmo tempo, a porcentagem de livros publicados em francês e outras línguas aumentou em toda a Europa.
É claro que a importância da cultura impressa para a educação não é simplesmente contar os números das publicações. Os alunos tinham que usar os livros que lhes eram dados e tinham que usar caneta e papel para organizar e dar sentido às informações que estavam aprendendo. Nesse sentido, a cultura impressa estava intimamente ligada à cultura manuscrita, particularmente às habilidades e rotinas associadas à tomada de notas. Talvez uma das realizações mais notáveis dos sistemas educacionais do Iluminismo seja que eles ensinaram os alunos a gerenciar com eficiência as informações no papel, tanto na escola quanto na universidade.

## Bibliotecas públicas
Durante o Iluminismo, ocorreram mudanças nas instituições culturais públicas, como bibliotecas e museus. O sistema de bibliotecas públicas foi um produto do Iluminismo. As bibliotecas públicas eram financiadas pelo Estado e eram acessíveis a todos gratuitamente.
Antes do Iluminismo, as bibliotecas na Europa eram restritas principalmente a academias e coleções particulares de aristocratas e outros indivíduos ricos. Com o início das instituições financiadas pelo Estado, as bibliotecas públicas tornaram-se locais onde o público em geral podia estudar temas de interesse e educar-se. Durante o século XVIII, os preços dos livros eram geralmente muito altos para a pessoa média, especialmente as obras mais populares, como as enciclopédias. Assim, as bibliotecas públicas ofereciam aos plebeus a chance de ler literatura e outras obras que antes só podiam ser lidas pelas classes mais abastadas.

## Troca intelectual
Durante o século XVIII, o aumento de locais de encontro social, como cafés, clubes, academias e lojas maçônicas, proporcionou locais alternativos onde as pessoas podiam ler, aprender e trocar ideias. Na Inglaterra, os cafés tornaram-se espaços públicos onde se discutiam ideias políticas, filosóficas e científicas. A primeira cafeteria na Grã-Bretanha foi estabelecida em Oxford em 1650 e o número de cafeterias se expandiu em torno de Oxford.
A cafeteria era um lugar para as pessoas se reunirem, lerem, aprenderem e debaterem umas com as outras. Outro nome para a cafeteria é Penny University, porque a cafeteria tinha a reputação de ser um local de aprendizado informal. “A popularização de novas ideias encorajou novas mudanças nos hábitos e crenças de muitas pessoas comuns. Clubes de leitura e cafeterias permitiram que muitos artesãos e empresários urbanos discutissem as últimas ideias de reforma.” Embora as cafeterias fossem geralmente acessíveis a todos, a maioria delas não permitia a participação das mulheres. Clubes, academias e Lojas, embora não totalmente abertos ao público, estabeleceram locais de intercâmbio intelectual que funcionavam como instituições de fato de educação.

## Educação no sexo feminino
Durante o século XVII, havia várias escolas dedicadas às meninas, mas a norma cultural era que as meninas fossem educadas informalmente em casa. Durante o século XVIII, houve um aumento no número de meninas estudando nas escolas. Isso era especialmente verdadeiro para famílias de classe média cujo status financeiro crescente e aspirações sociais tornavam desejável e possível fornecer um estilo aristocrático de educação para suas filhas.
Na França, uma das escolas mais famosas para meninas era a Saint-Cyr, fundada por Madame de Maintenon. Embora a escola Saint-Cyr fosse destinada a ensinar as mulheres, não se atreveu a desafiar as visões tradicionais em relação às mulheres. As mulheres foram excluídas do aprendizado de disciplinas como ciência e política. Em outubro de 1795, a França criou “um Instituto Nacional e Escolas Normais que excluíam as mulheres do estudo profissional da Filosofia”. Na lembrança de Louise d'Épinay, ela apontou que as meninas não eram muito ensinadas e que uma educação adequada era considerada inadequada para o sexo feminino.
Entre os primeiros trabalhos publicados para desafiar as noções de mulheres como o sexo intelectual mais fraco, destaca-se De regalite des deux sexes (sobre a igualdade dos sexos) de François Poulain de la Barre, em 1673, no qual ele proclamou que "a mente não tem sexo". John Locke e d'Épinay seguiriam argumentando que a aparente fraqueza e falta de realização das mulheres se devia a expectativas debilitantes e má educação. Foi um tema retomado pela primeira médica da Alemanha, Dorothea Christiane Erxleben, que escreveu Thorough Investigation of the Causes which Prevent the Female Sex from Studying (1742).
Dizem que as teorias pedagógicas centradas na criança de Locke "estabeleceram os termos pelos quais a educação era debatida na Irlanda do século XVIII", inclusive para meninas. Na década de 1760, um exemplo primário de uma abordagem esclarecida à co-educação foi a auto-intitulada "escola de brincar" de David Manson em Belfast.  Na escola de Manson, que também foi vista como um prenúncio de alguns dos experimentos geralmente atribuídos à nova escola de educadores inspirados por Rousseau, "as moças receberam a mesma educação extensiva que os jovens cavalheiros". Moviam-se juntos em posição igual através do jogo comum e da hierarquia acadêmica: rainhas ao lado de reis, duquesas ao lado de duques e damas ao lado de lordes, e ambos. Garotas e garotos compareceram a um parlamento de sábado.
Tais práticas eram amplamente consistentes com a pedagogia posteriormente proposta por Mary Wollstonecraft. No livro Uma Reinvicação pelos Direitos da Mulher, publicada em Londres e Dublin em 1791, foi traduzida quase imediatamente para o francês e impressa nos Estados Unidos. Como Rousseau, ela achava que a educação deveria se basear na adoção e na exploração das habilidades naturais de uma pessoa, mas protestou contra sua sugestão de que isso exigia que a educação das mulheres fosse diferenciada e adaptada a uma responsabilidade preventiva de cuidar. As indubitáveis habilidades de cuidado das mulheres, argumentou ela, só poderiam ser aprimoradas, moral e intelectualmente, assegurando às meninas oportunidades iguais de educação e, principalmente, nas habilidades de raciocínio lógico e pensamento abstrato através do domínio de assuntos como matemática, ciências, história, literatura e linguagem.
Catarina II da Rússia, foi patrona da educação das mulheres na Rússia durante todo o século XVIII. Seguindo o conselho de Ivan Betskoy, um reformador educacional e conselheiro próximo, a Imperatriz criou internatos separados para meninos e meninas. Em 1764, o Instituto Smolny  tornou-se o primeiro instituto de ensino superior para mulheres na Europa, uma instituição que Catherine ajudou a estabelecer; no ano seguinte, a rainha da Rússia estabeleceu o Instituto Novodevichii, um instituto exclusivamente feminino para as filhas de plebeus russos. Assim como Frederico II da Prússia, que supervisionou o estabelecimento da educação obrigatória na Prússia, Catarina contribuiu para a evolução da educação das mulheres no continente e permitiu uma maior modernização do estado russo durante o iluminismo.